# Csér, Győr-Moson-Sopron
Csér  este un sat în districtul Sopron, județul Győr-Moson-Sopron, Ungaria, având o populație de 31 de locuitori (2011). 

## Demografie
Componența etnică a satului Csér
     Maghiari (100%)
Componența confesională a satului Csér
     Romano-catolici (38,71%)
     Luterani (38,71%)
     Necunoscută (22,58%)
Conform recensământului din 2011, satul Csér avea 31 de locuitori. Din punct de vedere etnic, majoritatea locuitorilor (100,0%) erau maghiari. Nu există o religie majoritară, locuitorii fiind luterani (38,71%) și romano-catolici (38,71%). Pentru 22,58% din locuitori nu este cunoscută apartenența confesională.